# Les Petites-Ayvelles
Les Petites-Ayvelles est une localité des Ayvelles et une ancienne commune française, située dans le département des Ardennes en région Grand Est.

## Histoire
Elle fusionne, en 1828, avec la commune des Grandes-Ayvelles, pour former la commune des Ayvelles.

## Administration
| Période                                  | Période | Identité | Étiquette | Qualité |
| ---------------------------------------- | ------- | -------- | --------- | ------- |
|                                          |         |          |           |         |
| Les données manquantes sont à compléter. |         |          |           |         |

## Démographie
| 1793 | 1800 | 1806 | 1821 | 1828 |
| ---- | ---- | ---- | ---- | ---- |
| 137  | 137  | 141  | 148  | -    |

Histogramme

(élaboration graphique par Wikipédia)